# Como tú, ninguna
Como tú, ninguna é uma telenovela venezuelana produzida e exibida pela Venevisión entre 7 de dezembro de 1994 e 7 de novembro de 1995.
A trama é original e foi escrita por Alberto Gómez e Carlos Romero.
Foi protagonizada por Gabriela Spanic, Miguel de León e Eduardo Luna e antagonizada por  Bárbara Teyde, Henry Galué, Fabiola Colmenares e Marita Capote.

## Sinopse
O sonho de Gilda Barreto se torna realidade quando ela se casa com Raymundo Landaeta, um homem rico e belo, que supostamente não se importa com sua infância pobre. Na verdade, ele se casa com ela apenas para afrontar sua mãe. Seu amor é profundo e sincero, mas ela é muito jovem e frágil para suportar os males que o casal tem que enfrentar nas mãos de Leonidas Landaeta, mãe de Raymundo.
Leonidas é uma mulher egoísta, arrogante e dominadora que tem planos diferentes para seu filho: quer que ele se case com Yamilex, uma mulher de seu mesmo nível social. Ela se dedica inteiramente para separar Raymundo e Gilda, utilizando Yamilex como sua cúmplice. Leonidas faz esforços incansáveis para romper o casamento, o que acaba sendo um feito bem sucedido dentro de um curto período de tempo, provocando o divórcio de Raymundo e Gilda.
Emocionalmente destruída, Gilda retorna à sua antiga vida de pobreza, trabalhando arduamente como garçonete para ganhar uma vida decente. Raymundo decide fazer uma longa viagem ao exterior, e no seu regresso para casa, se envolve com Yamilex. Após Raymundo e Yamilex se unirem, Gilda encontra seu verdadeiro amor: Raul de la Peña, um advogado bem-sucedido, que se apaixona instantaneamente por Gilda e aceita a filha que ela teve com Raymundo.
A ex-mulher de Raul e a irmã dela, Magdalena, se juntam para separá-los. Com a chegada da mãe de Raul, Lucrécia, ela e seu outro filho armam um plano para que Raul pense que Gilda é amante de seu irmão. O irmão de Raul tenta violentá-la e, no embate, ele cai por um penhasco ficando gravemente ferido, mas, antes de morrer conta à mãe que ela é inocente. Gilda é falsamente acusada do assassinato do irmão de Raul, e vai para a cadeia, enquanto sua mãe é assombrada pela memória do filho que lhe pede que revele a inocência de Guilda para que a libertem. 
Após Gilda sair da cadeia, sua prima Imaculada a chantageia, a golpeia e sequestra sua filha. Imaculada morre em um acidente de carro e pensa-se que sua filha também morreu. Gilda enlouquece e é tratada por uma psicóloga chamada Mariza, que quer conquistar Raul. A filha de Gilda não havia morrido; na verdade, fora deixada em um orfanato pela ex-mulher de Raul, cúmplice de Imaculada, que acaba sendo adotada por Mariza. 
Enquanto luta para recuperar a filha Assunção, ela desaparece e é encontrada por uma mendiga apelidada Botella. Todos procuram pela menina e, quando Gilda descobre, se infiltra no grupo de mendigos para poder cuidar dela. Depois, vai se esconder com a filha em uma casa na praia, porém, no dia em que iria se casar com o ex-marido de Mariza, ela, seu irmão e primo chegam tomando sua filha. Gilda e Raul saem desesperados atrás deles e sofrem um acidente no qual apenas Raul é encontrado. Todos pensam que Gilda está morta, mas, na verdade ela perdeu a memória e vai parar ns casa de Bernardo, um homem que era casado com uma mulher chamada Raquel, de aparência idêntica à Gilda, que resolve a acolher em sua casa (contrariando sua Tia Daniela e sua prima Cathy). Ao final da novela, através do diário de sua verdadeira mãe, Cecília, se descobre a identidade de seu verdadeiro pai: o irmão de Mariza que a odeia por não poder mandá-la para a cadeia. Também descobre que tem uma irmã gêmea chamada Raquel, que fará a vida de Gilda um inferno com a ajuda de Álvaro, um criminoso que se casou com a mãe de Raul com objetivo de roubar sua fortuna.
O fim de Raquel é trágico: Daniela, tia de Bernardo que ficou louca devido às ações de Raquel, a mata enquanto ela tentava escapar.
Gilda tem que enfrentar o duplo desafio de proteger sua filha Asunción de sequestradores, acidentes de carro e avião, e ao mesmo tempo lutar pelo amor de Raul. Enquanto isso, Raul começa a se dar conta de que não há nenhuma mulher no mundo como Gilda.
E na cena final aparecem Raul, Gilda e Asunción assistindo ao pôr-do-sol à beira da praia.

## Elenco
- Gabriela Spanic - Gilda Barreto / Raquel Sandoval[1]
- Miguel de León - Raúl de la Peña
- Eduardo Luna - Raymundo Landaeta
- Bárbara Teyde - Leonidas de Landaeta
- Carolina López - Alina Fuenmayor
- Miguel Alcántara - Maximiliane Ruiz
- Elluz Peraza - Maritza Monales
- Henry Galué - Braulio Monales
- Alberto Gómez - Dr. Jorge Díaz
- Belén Díaz - Lucrecia de la Peña
- Laura Zerra - Eulalia
- Juan Carlos Vivas - Bernardo Sandoval
- Angélica Arenas - Daniela Sandoval
- Lizbeth Manrique - Katy Sandoval
- David Bermúdez - Álvaro Pacheco "El Tarántula"
- Marita Capote - Silvia Machado
- Aura Elena Dinisio - Silvia Machado
- Hilda Blanco - Asunción Marcheno
- Ángel Acosta
- Lucy Orta - Magdalena Machado
- Rita De Gois - Cecilia de Acevedo
- Olga Henríquez - Rosalía
- Mauricio González - Juiz Gómez
- Hans Christopher - Argenis Sabala
- Estelita Del Llano - Zulema Suárez
- Alexis Escámez
- Isabel Hungría - Remigia
- Martha Carbillo - Celsa
- Omar Moynelo - Demetrio Azevedo
- Julio Capote - Señor del Mar
- Verónica Doza - Verónica Beltrán
- Orlando Casín - Doctor Argelis
- José Ángel Urdaneta - Andrés
- Chumico Romero - Laura
- Manolo Manolo - Rafael
- Mónica Rubio - Elsa de la Peña
- Fabiola Colmenares - Jamilex Jil
- Denise Novell - Immaculada Marcheno
- Iñaqui
- Yalitza Hernández - Lilia
- Diego Acuña - Rigoberto Sabadis
- Laura Términi - Amalia
- Juan Carlos Baena - Ronaldo Landaeta
- Ana María Pagliacci - Emilia Landaeta
- Johnny Zapata - Eduardo Ajeda
- Carmen Arencibia - Madre superiora
- Dalia Marino - Librada
- Gaspar González

## Versões
- Em 2017 a emissora mexicana Televisa produziu uma nova versão chamada El vuelo de la victoria, protagonizada por Paulina Goto, Andrés Palacios e Mane de la Parra[2].